# Awonder Liang
Awonder Liang (Madison, 9 aprile 2003) è uno scacchista statunitense, Grande Maestro.

## Biografia
Nato nel Wisconsin da genitori di origine cinese, è considerato un enfant prodige degli scacchi statunitensi e mondiali. Ha stabilito vari record scacchistici di precocità, tra cui:
- più giovane giocatore (8 anni e 118 giorni) a battere un Maestro Internazionale in una partita di torneo a tempo standard: il 5 agosto 2011 sconfisse l'IM statunitense Daniel Fernandez (Elo 2 401) nell'open di Orlando;[1]
- più giovane giocatore (9 anni, 11 mesi e 14 giorni) ad ottenere il titolo di Maestro della USCF: il 23 marzo 2013 superò i 2 200 punti Elo (statunitensi) necessari per ottenere il titolo; il record precedente era di Samuel Sevian, che lo stabilì a 9 anni, 11 mesi e 24 giorni.[2]
- più giovane giocatore (9 anni, 3 mesi e 21 giorni) a battere un Grande maestro in una partita di torneo con tempo standard: il 29 luglio 2013 batté il GM statunitense Larry Kaufman nel "Washington International Chess Tournament" di Rockville nel Maryland; il record apparteneva all'indiano Shah Hetul con 9 anni e sei mesi, stabilito in gennaio 2009;
- più giovane americano (11 anni e 92 giorni) ad ottenere una norma di Maestro Internazionale (30 giugno 2014, durante il "2nd Annual DC International Chess Tournament" di Washington).
- più giovane americano (12 anni, 7 mesi e 6 giorni) ad ottenere la terza e definitiva norma di Maestro Internazionale (Dallas, 25 novembre 2015).[3].

All'età di 14 anni, 1 mese e 20 giorni viene ratificato dalla FIDE il suo titolo di Grande Maestro, all'epoca il decimo più giovane di sempre.
Awonder Liang ha vinto due titoli mondiali in campo giovanile:
- Campione del mondo under-8 (nel 2011 a Caldas Novas in Brasile)[6]
- Campione del mondo under-10 (nel 2013 ad al-'Ayn, negli Emirati Arabi Uniti)

Ha vinto inoltre il Campionato statunitense juniores nel 2017, 2018 e 2019.
Grazie all'intervento della Kasparov Chess Foundation (fondata a New York nel 2002 da Garry Kasparov), insieme ad altre giovani promesse americane, dal 2014 prende lezioni dal GM Oleksandr Černin, considerato tra i migliori istruttori al mondo (anche Fabiano Caruana è stato tra i suoi allievi).
Nel luglio 2024 ha vinto a Filadelfia il 52° World Open  e a Pittsburgh il 25° Pittsburgh Open , in settembre vince l'Illinois open  . 
- Ha raggiunto il suo massimo rating FIDE nel novembre 2024, con 2687 punti Elo (42º al mondo e 9º tra i giocatori statunitensi)[14].